# Marcus Kretzer

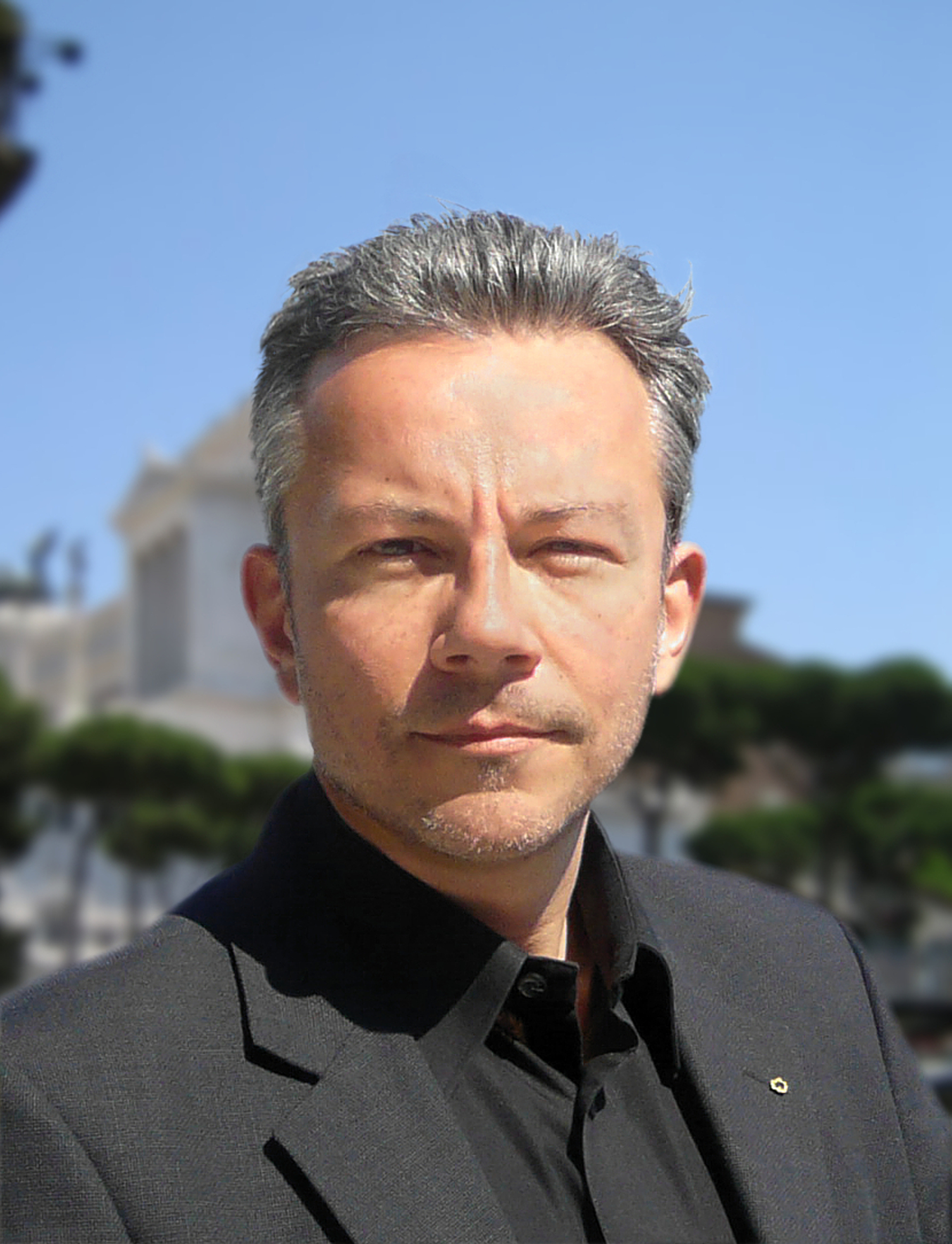
Marcus Kretzer (2011)

Marcus Kretzer (* 9. Mai 1965 in Hilden) ist ein deutscher Pianist und Klavierpädagoge.

## Werdegang
Marcus Kretzer verbrachte seine Kindheit und Jugend in Solingen, wo er in einem musikalisch geprägten Elternhaus aufwuchs. Im Alter von sieben Jahren erhielt er den ersten Klavierunterricht, mit acht Jahren wollte er Konzertpianist werden. Er studierte bei dem tschechischen Pianisten und Musikpädagogen Drahomir Toman, der Kretzers musikalische Entwicklung bis 1986 förderte. Nach dem Abitur am Gymnasium Vogelsang in Solingen 1985 studierte Kretzer von 1986 bis 1988 an der Hochschule für Musik und Tanz Köln bei Aloys Kontarsky. Ab 1988 führte er das Studium an der Hochschule für Musik und Theater Hamburg fort, absolvierte 1993 dort ein Zusatzstudium Kulturmanagement mit Diplom und beendete seine musikalische Ausbildung 1996 mit dem Konzertexamen, bei dem er u. a. das 3. Klavierkonzert von Rachmaninoff in der Laeiszhalle interpretierte. Kretzer studierte von 1996 bis 1998 Alte Geschichte an der Universität Hamburg und gleichzeitig Musikwissenschaft an der Hochschule für Musik und Theater Hamburg.

## Künstlerisches Wirken
Erste öffentliche Auftritte in Deutschland absolvierte Kretzer mit 14 Jahren; im Ausland debütierte er mit 17 Jahren im Rudolfinum in Prag. Er nahm an nationalen und internationalen Klavierwettbewerben teil und errang dabei acht erste  und mehrere zweite Preise. Kretzer konzertierte in Europa, in Nord- und Südafrika und in Mittelamerika. Er spielte mit den Orchestern Arcata Stuttgart, dem Bergischen Kammerorchester, den Bergischen Symphonikern, dem Hamburger Bachorchester, den Hamburger Symphonikern, dem Litauischen Kammerorchester, der Magdeburgischen Philharmonie, dem Orquestra Sinfónica Nacional de Cuba, dem Orquestra Sinfónica Nacional de Guatemala, der Philharmonie der Nationen, der Sinfonia Varsovia, dem Staatsorchester Braunschweig und dem Symfonieorkest Eindhoven.
Kretzer trat bei der Cubadisco (2002 und 2003), beim Internationalen Eisteddfod in Südafrika (1985), beim Europäischen Klassikfestival Ruhr (2003 und 2008), beim Mosel Musikfestival (2000 und 2008), dem Rheinischen Klaviersommer (2000 und 2008), bei den Salzburger Festspielen (1992) und dem Schleswig-Holstein Musik Festival (1988, 1989 und 1993) auf.
Zu seinen weiteren künstlerischen Aktivitäten gehören Liedbegleitung und Kammermusik. Kretzer war Klavierbegleiter bei Rezitationskonzerten mit Alfred Biolek, Norbert Blüm und den Schauspielern Richy Müller (im Dezember 2003 mit dem Karneval der Tiere im Kammermusiksaal der Berliner Philharmonie) und Michael Trischan. Kretzer hatte Rundfunk- und Fernsehauftritte für ARTE ETERNA CUBA, CUBA-TV, den N3 und den NDR4, Radio Allegro South Africa, Radio Hamburg, Radio Schleswig-Holstein, RTL, SAT1 und den WDR. 1992 trat er in der Musiksendung Achtung, Klassik! des ZDF auf.
Als Mitglied des Lions Club International gibt er regelmäßig Benefizkonzerte.

## Pianistik und Repertoire
Durch seine Ausbildung und weiterführende Meisterkurse bei Tatjana Nikolajewa, Swjatoslaw Richter, Nelson und Aquiles Delle Vigne, Homero Francesch, Yara Bernette und Fausto Zadra vereint seine Pianistik die osteuropäischen Schulen Theodor Leschetizkys und Heinrich Neuhaus’ mit der südamerikanischen Tradition Vincenzo Scaramuzzas.
Kretzers programmatische Schwerpunkte liegen auf den Werken von Johann Sebastian Bach, auch in den orchestral erweiterten Versionen von Ferruccio Busoni, auf den Sonaten von Domenico Scarlatti, den Sonaten und Klavierkonzerten von Wolfgang Amadeus Mozart und Ludwig van Beethoven, auf Frédéric Chopin, Franz Liszt, Isaac Albéniz, Claude Debussy und Sergei Rachmaninoff. Seine Beschäftigung mit Neuer Musik drückt sich in seiner Einspielung des Klavierwerkes von Rudolf Halaczinsky aus. Der romantischen Tradition folgend schuf er Paraphrasen über argentinische Tangos und Transkriptionen klassischer Orchesterwerke für ein, zwei und vier Klaviere – letztere führte er 2006 und 2008 bei Konzerten und einer Deutschland-Tournee mit Olivier Cazal (Frankreich), Anna Malikova (Russland) und Nami Ejiri (Japan) als Klavier-Quartett Kla4 auf.

## Pädagogik
Zeitgleich mit seinem Kölner Studium unterrichtete Kretzer an der Jugendmusik- und Kunstschule der Stadt Remscheid, wo er auch den Fachbereich Klavier leitete. An der Hochschule für Musik und Theater Hamburg war er von 1998 bis 2001 als Professor tätig. Kretzer ist Lehrbeauftragter am Institut für Musik der Hochschule Osnabrück.
Seit 1989 gab Kretzer Meisterkurse u. a. beim Schleswig-Holstein Musik Festival, am Instituto Superior de Arte in Havanna/Kuba, Edna Manley College for Music in Kingston/Jamaika, Conservatorio de los tres Mundos in Granada/Nicaragua, Colegio San Augustín in David/Panamá, Conservatorio Nacional de Música in Santo Domingo/Dominikanische Republik. Zu seinen Schülern zählen Natasha García-Guinot, Francisco Paredes-Llanes, Nora Maria Lastre oder Madarys Morgan Verdecia.
Seit 2013 leitet er die Bezirksstelle Ost der Musikschule des Emslandes e. V. in Haselünne.

## Auszeichnungen (Auswahl)
- 2002: Diploma de Reconocimiento vom Instituto Superior de Arte in Havanna/Kuba
- 1998: Kulturstipendiat der Konrad-Adenauer-Stiftung, Berlin
- 1996: 1. Preis „Primo Premio Assoluto“ beim „7° Concorso Pianistico Internazionale“ in Rom
- 1995: 1. Preis beim internationalen Klavierwettbewerb „Concours Musical de France“ in Paris
- 1994: 1. Preis beim internationalen Klavierwettbewerb „Cittá di Marsala“ auf Sizilien
- 1993: „Masefield“-Stipendiat der Alfred-Toepfer-Stiftung F.V.S., Hamburg
- 1993: Förderpreis der Konzertgesellschaft München
- 1992: Stipendiat des LIONS CLUB INTERNATIONAL
- 1990: Stipendiat der Zeit-Stiftung, Hamburg
- 1984: 1. Preis beim Bundeswettbewerb Jugend musiziert in Nürnberg unter Vergabe einer zusätzlichen Leistungsprämie
- 1983: 1. Preis beim Steinway-Wettbewerb Hamburg

## Diskografie (Auswahl)
- Werke von Bach und Liszt, MTM 2005
- Das Klavierwerk von Rudolf Halaczinsky, RealSound 1999
- Live in Rom, Generali 1996